# Панков, Гений Викторович
Панков Гений Викторович (29  мая 1924 года — 26 ноября 1994 года) — инженер-технолог, лауреат Государственной премии СССР (1979), премии СМ СССР (1982). Участник Великой Отечественной войны.

## Биография
Панков Гений Викторович родился 29 мая 1924 года в Уфе.
В 1949 году окончил Уфимский авиационный институт. По окончании института с 1949 по 1964 год работал на заводе № 161 в Уфе.
Место дальнейшей работы: в 1959—1963 годах работал в Башкирском СНХ, в 1964—1986 годах — на Уфимском приборостроительном заводе главным инженером, с 1974 года — директором, в 1960—1988 году преподавал в Уфимском авиационном институте. В 1956—1958 годах работал в Китае.
На УПЗ под руководством Панкова Г. В. был освоен серийный выпуск бортовых цифровых вычислительных машин, пилотажно-навигационных комплексов для самолётов, вертолётов, изготовлена система управления бортовым комплексом космической станции «Мир», создано центральное КБ.

## Труды
Панков Гений Викторович — автор около 90 научных трудов и 16 изобретений.
Проектирование машиностроительных заводов. Уфа, 1970;
Технологическое проектирование общезаводских служб и промышленных зданий. Уфа, 1983.

## Награды и звания
- Государственная премия  СССР (1979)

- Ордена Ленина (1971), Октябрьской Революции (1976), Отечественной Войны 1-й степени (1943, 1985), Красной Звезды (1943), «Знак Почёта» (1957, 1966).

- Заслуженный деятятель науки и техники БАССР (1966), заслуженный машиностроитель РСФСР (1983), отличник Гражданской обороны СССР (1980), отличник народного просвещения РСФСР (1979), почётный авиастроитель (1984).